# Pinus strobus

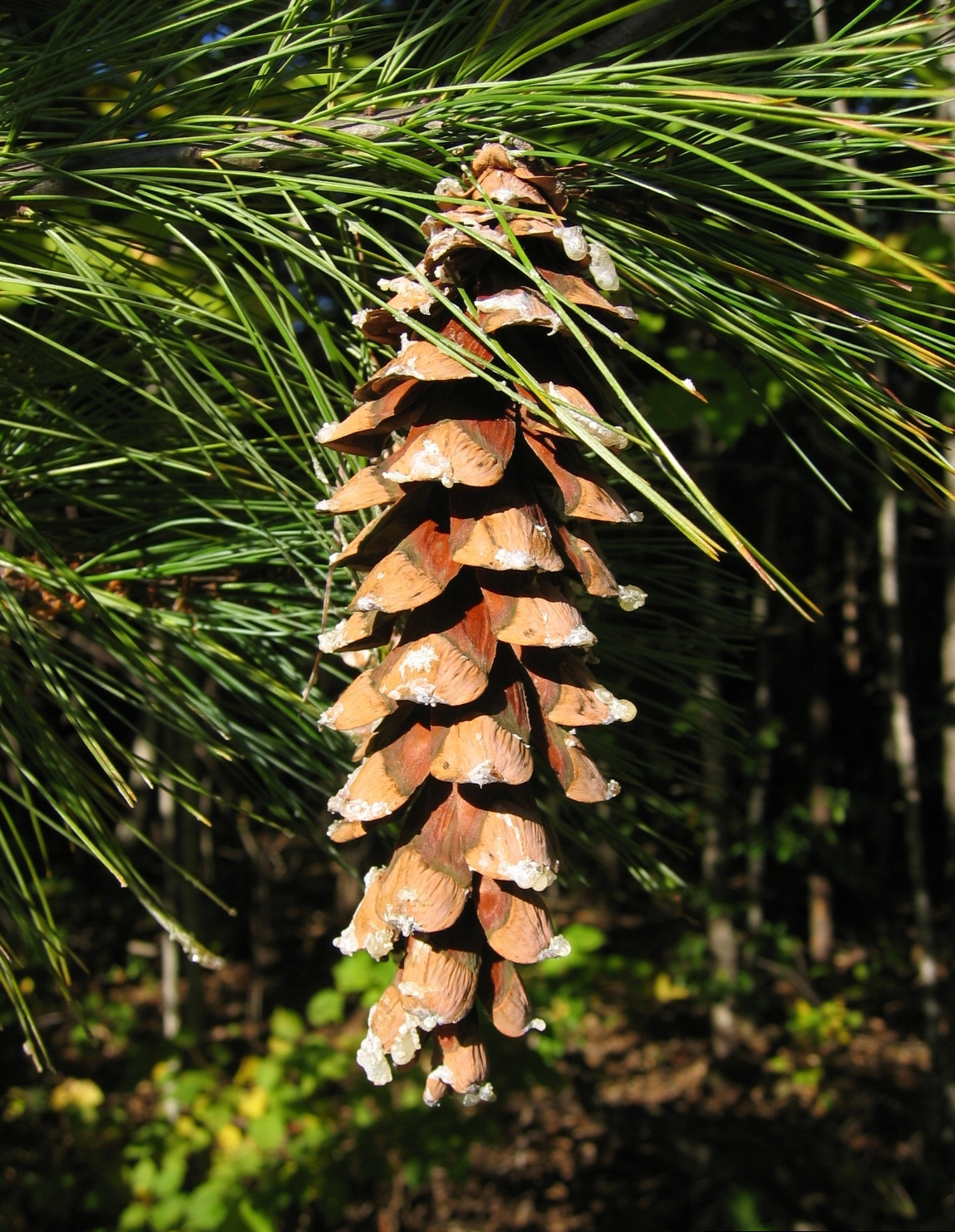
Cono de P. strobus

Pinus strobus, el pino canadiense, pino de Weymoutho pino blanco americano,es una especie arbórea de la familia de las pináceas, originaria del este de Norteamérica. Se distribuye desde la isla de Terranova al oeste a Minnesota y sureste de Manitoba, y al sur a lo largo de los Montes Apalaches hasta el límite norte de Georgia. En inglés se le llama White Pine, Northern White Pine, Soft Pine o Weymouth Pine, esta última más frecuente en el Reino Unido. Además, este árbol es conocido por los Nativos Americanos Haudenosaunee como Tree of Great Peace (Árbol de la Gran Paz).

## Descripción

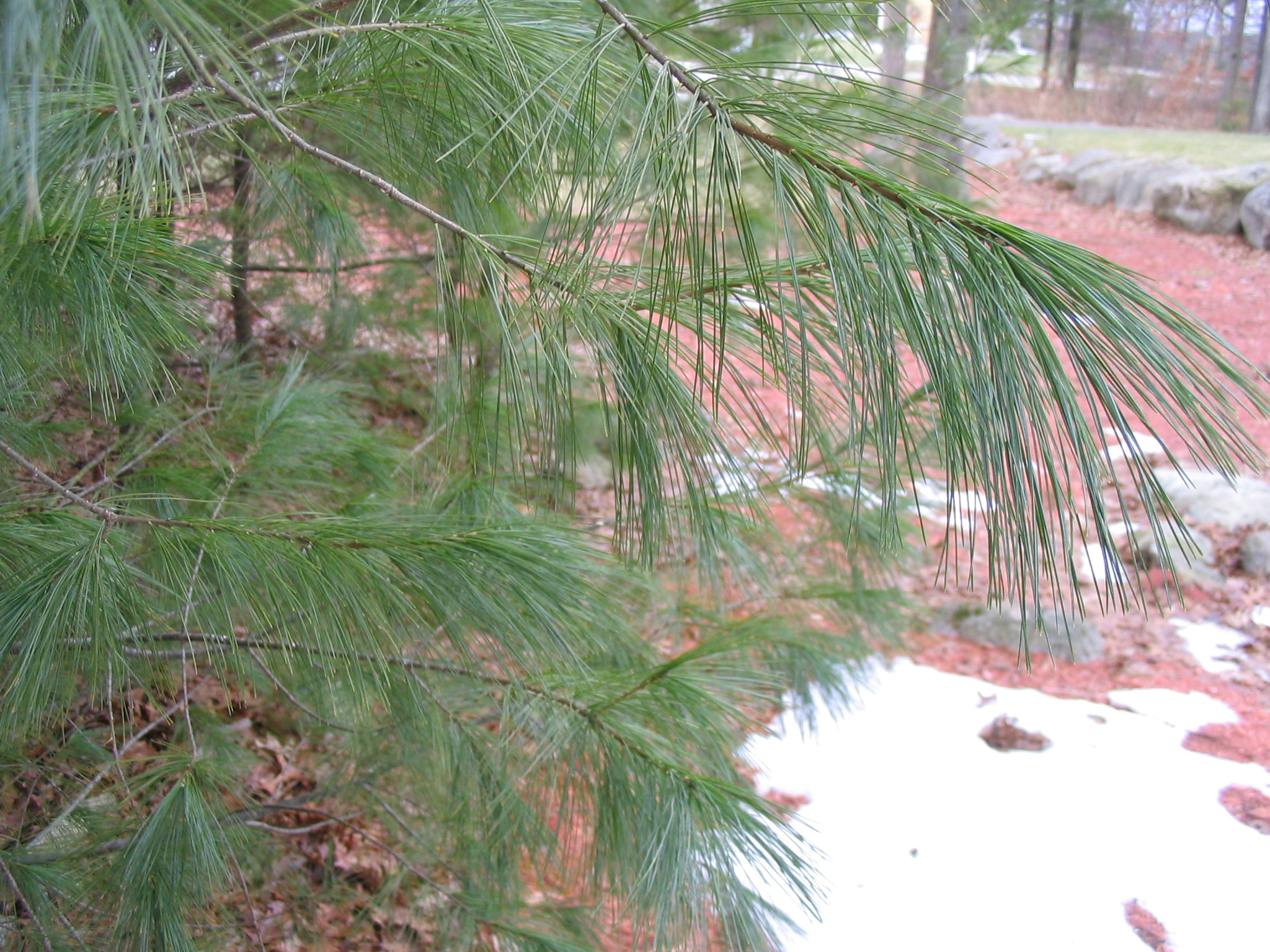
Agujas finas.

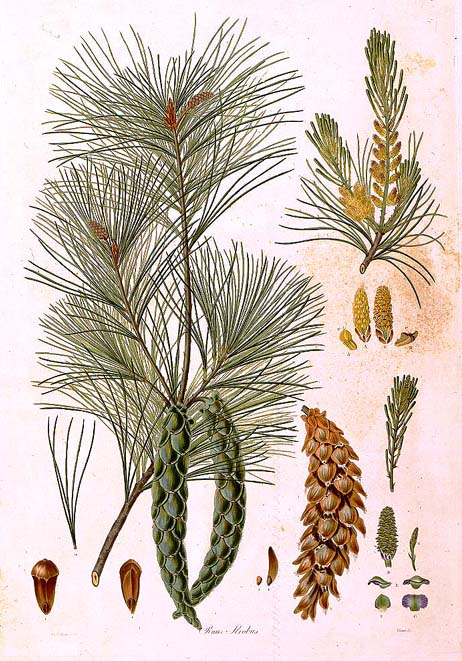
Ilustración

Soporta bien los inviernos fríos y se desarrolla sobre suelos húmedos bien drenados. Crece en bosques mixtos, con especies de árboles frondosos y resinosos. Puede alcanzar una altura de 40 metros y un diámetro de 1,5 metros. 
Crece rápidamente, alcanzado el tamaño de 10 metros en 20 años. Sus primeras piñas aparecen hacia los treinta años. Sus semillas maduran en septiembre del año que sigue a la fecundación.
La corteza es lisa, verde grisácea en los árboles jóvenes, antes de broncearse y agrietarse con la edad. Sus hojas son aciculares, son finas y suaves. Las acículas son largas de 6 a 12 centímetros y están agrupadas de a 5 por fascículo. El cono maduro mide de 7 a 15 centímetros. Las extremidades de sus escamas quedan claras con relación al centro. Las semillas tienen una ala de 5 mm que ayuda a su dispersión.
El árbol soporta bastante mal la contaminación. Como todos los pinos, es un pirófito,  y los árboles maduros supervivientes pueden resembrar las áreas quemadas. En manchas puras de árboles no presentan ramas en la mitad inferior del tronco.
Es sensible a Cronartium ribicola, la roya del grosellero, un hongo introducido que puede dañar o matar estos árboles.

## Uso
La madera de los árboles adultos es de calidad y se utiliza por lo tanto en carpintería como, por ejemplo, para la fabricación de puertas o de marcos de ventanas.
Las agujas de los "White Pine" contienen cinco veces más cantidad de Vitamina C (por peso) que los limones y proporcionan una excelente tisana. El cambium vascular es comestible. Es también una fuente de resveratrol. Se ha encontrado que las orugas de Coloradia luski se alimentan solamente en los "Eastern White Pines".

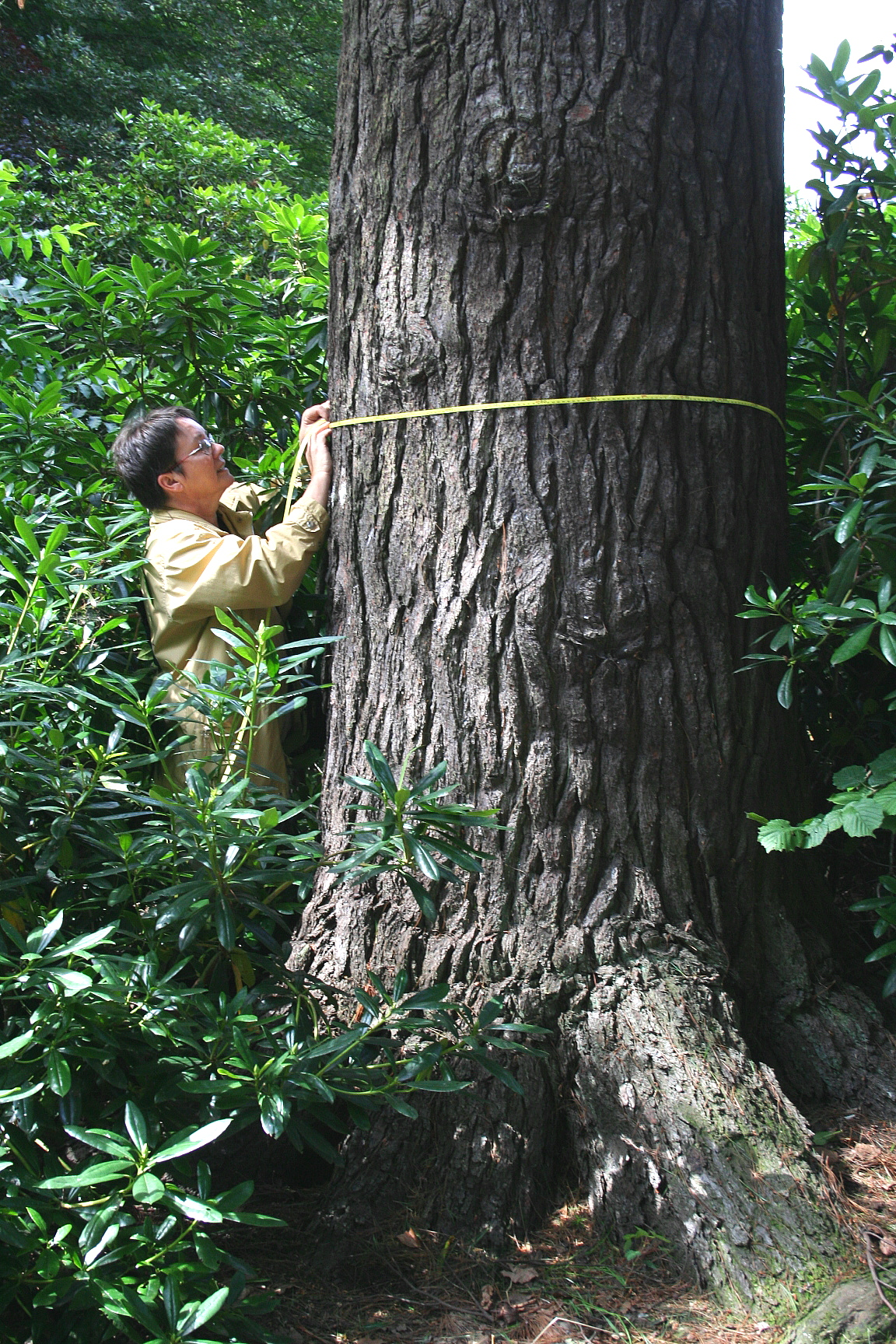
Midiendo la circunferencia de un "pino blanco".

El nombre “Adirondack” es una palabra iroquesa que significa comedor de árboles y refiere a sus vecinos (más comúnmente conocidos como Algonquinos) que recogían su corteza interna durante las épocas de hambruna en invierno. La corteza interna, suave y blanca (capa de cámbium) se separaba cuidadosamente de la corteza marrón dura, oscura y seca. Una vez molido este producto se puede utilizar como harina o agregar para alargar otros productos amiláceos. Linnaeus observó en 1700 que el ganado y los cerdos alimentados con corteza de pino crecían bien, aunque a él personalmente no le agradase su sabor. Los indios Ojibwe guisaban los conos masculinos jóvenes con carne, los cuales tenían fama de ser dulces y nada resinosos. Además, los piñones son dulces y nutritivos aunque no tan sabrosos como los de algunos pinos occidentales (Fernald, 1943).
La resina del pino se ha utilizado para impermeabilizar cestas, cubos y embarcaciones. La savia se puede procesar para obtener trementina, además de ser, al parecer, un bastante eficaz antimicrobiano en diferentes casos. Los Chippewa incluso la utilizaron con éxito para tratar heridas gangrenosas. La pulpa húmeda de la corteza interna se aplicaba generalmente a las heridas o la brea o pez de pino mezclado con cera de abejas o mantequilla se usaba como ungüento para prevenir infecciones. La brea de pino mezclada con cerveza se puede utilizar para erradicar solitarias (gusanos planos) o nemátodos (gusanos redondos) y, por otro lado, mezclada con azufre es útil para tratar la caspa. La brea o pez se produce quemando lentamente raíces, ramas o pequeños troncos de pino en una combustión parcialmente sofocada (Erichsen-Brown, 1979).

## Simbolismo
El "Eastern White Pine" es el árbol emblema Provincial de Ontario, Canadá y el árbol emblema de los estados de Maine y Míchigan, de los Estados Unidos y su "pine cone and tassel", es decir ramita de pino con piña, como la "flor del estado" de Maine. Las ramitas del "Eastern White Pine" fueron usados como emblema identitario de Vermont durante la república de Vermont y aparecen en una vidriera de la Vermont State House, en la bandera de Vermont y en la insignia naval de la "Commonwealth of Massachusetts".

## Taxonomía
Pinus strobus fue descrito por Carlos Linneo y publicado en Species Plantarum 2: 1001. 1753.
Sinonimia
- Leucopitys strobus (L.) Nieuwl.
- Pinus nivea Booth ex Carrière
- Pinus strobus f. prostrata Fernald & Weath.
- Pinus tenuifolia Salisb.
- Pinus umbraculifera K.Koch
- Strobus strobus (L.) Small
- Strobus weymouthiana Opiz[8]